# Petelia albopunctata
Petelia albopunctata är en fjärilsart som beskrevs av Swinhoe 1891. Petelia albopunctata ingår i släktet Petelia och familjen mätare. Inga underarter finns listade i Catalogue of Life.